# Kadeena Cox
Pour les articles homonymes, voir Cox.
Kadeena Cox, MBE, née le 10 mars 1991, est une athlète handisport britannique qui participe aux épreuves d'athlétisme dans la catégorie T38 et aux épreuves de paracyclisme en C4.
Participant pour la Grande-Bretagne aux Jeux paralympiques d'été de 2016, en athlétisme et en cyclisme, elle remporte une médaille de bronze au 100 m T38, avant de remporter une médaille d'or en contre la montre cycliste C4-5, et une autre médaille d'or au 400 m T38 devenant ainsi la première athlète britannique à remporter l'or dans deux sports différents durant la même olympiade depuis Isabel Barr (en) aux Jeux paralympiques d’été de 1984.

## Biographie
Cox naît à Leeds en Angleterre, d’immigrants jamaïcains. Sa première école est la Bracken Edge Primary à Chapeltown (Leeds), et elle fréquente ensuite la Wetherby High School (en) avant de s'inscrire à l'Université métropolitaine de Manchester où elle étudie la physiothérapie.
Elle apparaît dans Celebrity Mastermind en décembre 2016, ne marquant que 3 points sur le sujet d'Arsenal FC, et aucun point en culture générale. Elle remporte le deuxième épisode de Robot Wars 2016 spécial célébrité plus tard ce mois-là avec Ellis Ware, avec un robot à disque vertical appelé Kadeena Machina qui gagne ses quatre combats, le seul robot à le faire. En 2017, elle participe aussi à l'émission de sports d'hiver The Jump, mais le financement de l'émission est suspendu pendant la diffusion en raison des nombreuses blessures que subissent les concurrents.
En 2019 elle est candidate de la deuxième saison de Celebs on the Farm.

## Carrière sportive

### En tant qu'athlète valide
Cox commence la compétition à l'âge de 15 ans après que son entraîneur de hockey lui suggère d'essayer l'athlétisme. Au cours des trois années suivantes, elle participe aux compétitions régionales des moins de 17 ans, remportant plusieurs podiums sur le 100 m. En 2007, elle ajoute le 60 m et le 200 m à son répertoire, remportant le bronze aux épreuves des moins de 17 ans des championnats de Manchester Open et d'Angleterre en 60 m cette année-là. En 2009, Cox participe à des compétitions pendant toute la saison d'athlétisme, enregistrant un record personnel en 12 s 60 au 100 m et en 25 s 58 au 200 m, les deux lors des championnats du Yorkshire et du comté de Humberside. En 2012, Cox participe aussi aux épreuves nationales et enregistre un nouveau record personnel sur le 200 m ce qui lui permet de rafler la médaille de bronze. En 2013, elle franchit la barrière des 12 secondes au 100 m pour la première fois, enregistrant un temps de 11 s 97 aux Northern Athletics Championships. Elle établit ensuite un record personnel de 11 s 93 sur le 100 m la même année. En plus de l'athlétisme, avant sa maladie, Cox cherche à obtenir une place dans l’équipe britannique de skeleton,.
Le 18 mai 2014, Cox fait ses débuts au Loughborough International : deux jours plus tard, elle est transportée à l'hôpital après avoir présenté des symptômes étranges et est diagnostiquée comme ayant subi un accident vasculaire cérébral. Après deux mois de physiothérapie, elle recouvre la santé et reprend l'entraînement. Le 15 septembre 2014, elle ressent des brûlures au bras droit qui, au cours des jours suivants, lui engourdissent le bras et la jambe droite. Elle est de nouveau hospitalisée de nouveau, les médecins soupçonnant un nouvel AVC. Après des tests approfondis, on lui diagnostique une sclérose en plaques.

### En tant que sprinteuse handisport
Voulant participer aux Jeux paralympiques d’été de 2016 à Rio, Cox se classe en athlétisme catégorie T37 et comme cycliste de piste catégorie C2.
Un mois plus tard, Cox est sélectionnée pour faire partie de l'équipe d'athlétisme de Grande-Bretagne et participer aux Championnats du monde d'athlétisme handisport à Doha, où elle participe aux 100 m et au 200 m T37. Dans les manches menant à la finale du sprint sur 100 m, Cox inscrit un temps de 13 s 59 et bat le record du monde établi par la Française Mandy François-Elie. Plus tard dans la journée, elle participe à la finale du 100 m T37, remportant la médaille d’or en 13 s 60, battant sa coéquipière Georgina Hermitage. Sa dernière épreuve du championnat, le 200 m T37 se termine par une controverse car elle a manqué l’inscription d'une minute et est disqualifiée. En juin 2016, après s'être assuré une place d'athlète aux Jeux paralympiques d'été de 2016, Cox est reclassé dans catégorie T38, une classification pour les athlètes aux handicaps moins sévères. Cela met en péril ses espoirs de courir à Rio puisque l'Angleterre a déjà aligné deux autres athlètes, Sophie Hahn et Olivia Breen, qui ont enregistré des chronos plus rapides qu'elle. Malgré le changement de classification, Cox est quand même sélectionnée pour les Jeux paralympiques de Rio en juillet 2016. Aux Jeux, elle remporte l'or sur le 400 m T38, l’argent sur le 4 × 100 m T35-38 et le bronze sur le 100 m T38. Elle établit également un nouveau record du monde de 1 min 0 s 71 du 400 m T38,. Cox est ensuite choisie comme porte-drapeau de l'équipe britannique lors de la cérémonie de clôture.
Cox est nommée membre de l'Ordre de l'Empire britannique (MBE) lors du nouvel an 2017 pour ses services dans le sport.

### En tant que cycliste handisport
En septembre 2015, Cox participe aux championnats nationaux britanniques de cyclisme handisport sur piste où elle gagne la médaille d'or au contre-la-montre catégorie C1-5.
En mars 2016, Cox représente la Grande-Bretagne aux Championnats du monde de cyclisme handisport à Montichiari. Bien qu’elle soit reclassée en catégorie C4 la veille de l’événement, elle remporte quand même l’or du 500 m contre la montre avec un record du monde en 37 s 456. Le 1er août, Cox est intégrée dans l'équipe de Grande-Bretagne pour participer aux Jeux paralympiques de Rio avec le potentiel de participer au 500 m contre la montre (C4 / C5) et à la course sur route (C4 / C5). Cox remporte là l'or du 500 m contre la montre aux Jeux paralympiques de 2016 : son temps de 34 s 598 est un nouveau record du monde.

## Récompenses
En mars 2017, Cox est nommée sportive de l'année par les Sporting Equals aux Lycamobile British Ethnic Diversity Sports Awards (BEDSA),,